# 香川県第2区
香川県第2区（かがわけんだい2く）は、日本の衆議院における選挙区。1994年（平成6年）の公職選挙法改正で設置。

## 区域
2013年（平成25年）公職選挙法改正以降の区域は以下のとおりである。
- 高松市（旧国分寺町・香川町・香南町・塩江町・牟礼町・庵治町域）
- 丸亀市（旧綾歌町・飯山町域）
  - 綾歌・飯山の各市民総合センター管内
- 坂出市
- さぬき市
- 東かがわ市
- 木田郡
- 綾歌郡

2002年（平成14年）公職選挙法改正から2013年の小選挙区改定までの区域は以下のとおりである。
- 坂出市
- さぬき市
- 大川郡
- 木田郡
- 香川郡
  - 塩江町
  - 香川町
  - 香南町
- 綾歌郡

1994年（平成6年）公職選挙法改正から2002年の小選挙区改定までの区域は以下のとおりである。
- 坂出市
- 大川郡
- 木田郡
- 香川郡
  - 塩江町
  - 香川町
  - 香南町
- 綾歌郡

## 歴史
比較的保守層の厚い地盤であり自由民主党の木村義雄が1996年の第41回衆議院議員総選挙では約7万票、それ以降も3万票前後の差で安定して議席を確保してきたが、2009年の第45回衆議院議員総選挙では民主旋風の中で民主党新人の玉木雄一郎に逆に3万票差を付けられて敗れ、比例復活もできなかった。なお、玉木は第68・69代内閣総理大臣の大平正芳の遠戚である。（当選挙区はかつての大平の地盤（中選挙区時代の香川2区）の一部が含まれている。）
2012年の第46回衆議院議員総選挙では打って変わって民主党への逆風の中で玉木が7,123票の僅差で自民党の瀬戸隆一を退け当選。近畿を除く西日本の小選挙区で唯一民主党の議席を守った。なお2009年の総選挙において民主党公認で初当選した一期生議員の中で、二期目の小選挙区当選を果たしたのは和歌山1区の岸本周平と玉木のみであった。
2014年の第47回衆議院議員総選挙でも玉木対瀬戸の一騎討ちの構図が続いたが今度は2万票以上のリードを保ち玉木が議席を獲得し、瀬戸は比例復活した。2017年の第48回衆議院議員総選挙では希望の党入りした玉木が更に瀬戸との差を広げて当選し、瀬戸は比例復活すらできず落選した。2021年の第49回衆議院議員総選挙では、国民民主党の代表となった玉木が前回以上に瀬戸との差を広げて当選し、瀬戸は比例復活すらできなかった。（その後、瀬戸は比例四国ブロックで欠員が生じたため、繰り上げ当選。）2024年の第50回衆議院議員総選挙では、更に玉木は瀬戸との差を広げたが、瀬戸は比例復活した。

## 小選挙区選出議員
| 選挙名                 | 年     | 当選者     | 党派       |
| ---------------------- | ------ | ---------- | ---------- |
| 第41回衆議院議員総選挙 | 1996年 | 木村義雄   | 自由民主党 |
| 第42回衆議院議員総選挙 | 2000年 | 木村義雄   | 自由民主党 |
| 第43回衆議院議員総選挙 | 2003年 | 木村義雄   | 自由民主党 |
| 第44回衆議院議員総選挙 | 2005年 | 木村義雄   | 自由民主党 |
| 第45回衆議院議員総選挙 | 2009年 | 玉木雄一郎 | 民主党     |
| 第46回衆議院議員総選挙 | 2012年 | 玉木雄一郎 | 民主党     |
| 第47回衆議院議員総選挙 | 2014年 | 玉木雄一郎 | 民主党     |
| 第48回衆議院議員総選挙 | 2017年 | 玉木雄一郎 | 希望の党   |
| 第49回衆議院議員総選挙 | 2021年 | 玉木雄一郎 | 国民民主党 |
| 第50回衆議院議員総選挙 | 2024年 | 玉木雄一郎 | 国民民主党 |

## 選挙結果
時の内閣：第1次石破内閣 解散日：2024年10月9日 公示日：2024年10月15日
当日有権者数：25万122人 最終投票率：54.95%（前回比：3.58%） （全国投票率：53.85%（2.08%））
| 当落 | 候補者名   | 年齢 | 所属党派   | 新旧 | 得票数   | 得票率 | 惜敗率 | 推薦・支持 | 重複 |
| ---- | ---------- | ---- | ---------- | ---- | -------- | ------ | ------ | ---------- | ---- |
| 当   | 玉木雄一郎 | 55   | 国民民主党 | 前   | 89,899票 | 66.41% | ――     |            | ○    |
| 比当 | 瀬戸隆一   | 59   | 自由民主党 | 前   | 39,006票 | 28.81% | 43.39% | 公明党推薦 | ○    |
|      | 石田真優   | 42   | 日本共産党 | 新   | 6,466票  | 4.78%  | 7.19%  |            |      |

時の内閣：第1次岸田内閣 解散日：2021年10月14日 公示日：2021年10月19日
当日有権者数：25万8730人 最終投票率：58.53%（前回比：2.21%） （全国投票率：55.93%（2.25%））
| 当落 | 候補者名   | 年齢 | 所属党派   | 新旧 | 得票数   | 得票率 | 惜敗率 | 推薦・支持 | 重複 |
| ---- | ---------- | ---- | ---------- | ---- | -------- | ------ | ------ | ---------- | ---- |
| 当   | 玉木雄一郎 | 52   | 国民民主党 | 前   | 94,530票 | 63.50% | ――     |            | ○    |
|      | 瀬戸隆一   | 56   | 自由民主党 | 元   | 54,334票 | 36.50% | 57.48% | 公明党推薦 | ○    |

- 瀬戸は後藤田正純の徳島県知事選出馬に伴う議員辞職により2023年1月18日に繰り上げ当選。

時の内閣：第3次安倍第3次改造内閣 解散日：2017年9月28日 公示日：2017年10月10日
当日有権者数：26万7905人 最終投票率：56.32% （全国投票率：53.68%（1.02%））
| 当落 | 候補者名   | 年齢 | 所属党派   | 新旧 | 得票数   | 得票率 | 惜敗率 | 推薦・支持         | 重複 |
| ---- | ---------- | ---- | ---------- | ---- | -------- | ------ | ------ | ------------------ | ---- |
| 当   | 玉木雄一郎 | 48   | 希望の党   | 前   | 82,345票 | 55.49% | ――     | 民進党香川県連推薦 | ○    |
|      | 瀬戸隆一   | 52   | 自由民主党 | 前   | 59,949票 | 40.40% | 72.80% | 公明党推薦         | ○    |
|      | 河村整     | 58   | 日本共産党 | 新   | 6,098票  | 4.11%  | 7.41%  |                    |      |

時の内閣：第2次安倍改造内閣 解散日：2014年11月21日 公示日：2014年12月2日 （全国投票率：52.66%（6.66%））
| 当落 | 候補者名   | 年齢 | 所属党派   | 新旧 | 得票数   | 得票率 | 惜敗率 | 推薦・支持 | 重複 |
| ---- | ---------- | ---- | ---------- | ---- | -------- | ------ | ------ | ---------- | ---- |
| 当   | 玉木雄一郎 | 45   | 民主党     | 前   | 78,797票 | 55.82% | ――     |            | ○    |
| 比当 | 瀬戸隆一   | 49   | 自由民主党 | 前   | 57,318票 | 40.60% | 72.74% | 公明党推薦 | ○    |
|      | 佐伯守     | 54   | 日本共産党 | 新   | 5,050票  | 3.58%  | 6.41%  |            |      |

時の内閣：野田第3次改造内閣 解散日：2012年11月16日 公示日：2012年12月4日 （全国投票率：59.32%（9.96%））
| 当落 | 候補者名   | 年齢 | 所属党派   | 新旧 | 得票数   | 得票率 | 惜敗率 | 推薦・支持   | 重複 |
| ---- | ---------- | ---- | ---------- | ---- | -------- | ------ | ------ | ------------ | ---- |
| 当   | 玉木雄一郎 | 43   | 民主党     | 前   | 79,153票 | 50.04% | ――     | 国民新党推薦 | ○    |
| 比当 | 瀬戸隆一   | 47   | 自由民主党 | 新   | 72,030票 | 45.53% | 91.00% | 公明党推薦   | ○    |
|      | 佐伯守     | 52   | 日本共産党 | 新   | 7,010票  | 4.43%  | 8.86%  |              |      |

時の内閣：麻生内閣 解散日：2009年7月21日 公示日：2009年8月18日 （全国投票率：69.28%（1.77%））
| 当落 | 候補者名   | 年齢 | 所属党派   | 新旧 | 得票数    | 得票率 | 惜敗率 | 推薦・支持 | 重複 |
| ---- | ---------- | ---- | ---------- | ---- | --------- | ------ | ------ | ---------- | ---- |
| 当   | 玉木雄一郎 | 40   | 民主党     | 新   | 109,863票 | 57.17% | ――     |            | ○    |
|      | 木村義雄   | 61   | 自由民主党 | 前   | 79,463票  | 41.35% | 72.33% | 公明党推薦 | ○    |
|      | 土居美佐子 | 50   | 幸福実現党 | 新   | 2,848票   | 1.48%  | 2.59%  |            |      |

- 木村はその後第22回参議院議員通常選挙に比例区から出馬するも落選。第23回参議院議員通常選挙に再び比例区から出馬し当選。

時の内閣：第2次小泉改造内閣 解散日：2005年8月8日 公示日：2005年8月30日 （全国投票率：67.51%（7.65%））
| 当落 | 候補者名   | 年齢 | 所属党派   | 新旧 | 得票数    | 得票率 | 惜敗率 | 推薦・支持 | 重複 |
| ---- | ---------- | ---- | ---------- | ---- | --------- | ------ | ------ | ---------- | ---- |
| 当   | 木村義雄   | 57   | 自由民主党 | 前   | 100,794票 | 55.89% | ――     |            | ○    |
|      | 玉木雄一郎 | 36   | 民主党     | 新   | 70,177票  | 38.91% | 69.62% |            | ○    |
|      | 河村整     | 46   | 日本共産党 | 新   | 9,382票   | 5.20%  | 9.31%  |            |      |

時の内閣：第1次小泉第2次改造内閣 解散日：2003年10月10日 公示日：2003年10月28日 （全国投票率：59.86%（2.63%））
| 当落 | 候補者名 | 年齢 | 所属党派   | 新旧 | 得票数   | 得票率 | 惜敗率 | 推薦・支持 | 重複 |
| ---- | -------- | ---- | ---------- | ---- | -------- | ------ | ------ | ---------- | ---- |
| 当   | 木村義雄 | 55   | 自由民主党 | 前   | 85,370票 | 56.36% | ――     |            | ○    |
|      | 真鍋光広 | 63   | 民主党     | 元   | 57,676票 | 38.08% | 67.56% |            | ○    |
|      | 河村整   | 44   | 日本共産党 | 新   | 8,430票  | 5.57%  | 9.87%  |            |      |

時の内閣：第1次森内閣 解散日：2000年6月2日 公示日：2000年6月13日 （全国投票率：62.49%（2.84%））
| 当落 | 候補者名 | 年齢 | 所属党派   | 新旧 | 得票数   | 得票率 | 惜敗率 | 推薦・支持 | 重複 |
| ---- | -------- | ---- | ---------- | ---- | -------- | ------ | ------ | ---------- | ---- |
| 当   | 木村義雄 | 52   | 自由民主党 | 前   | 84,030票 | 53.58% | ――     |            | ○    |
|      | 真鍋光広 | 60   | 民主党     | 元   | 53,015票 | 33.80% | 63.09% |            | ○    |
|      | 松村久   | 59   | 日本共産党 | 新   | 11,532票 | 7.35%  | 13.72% |            |      |
|      | 猪塚武   | 32   | 無所属     | 新   | 8,265票  | 5.27%  | 9.84%  |            | ×    |

時の内閣：第1次橋本内閣 解散日：1996年9月27日 公示日：1996年10月8日 （全国投票率：59.65%（8.11%））
| 当落 | 候補者名 | 年齢 | 所属党派   | 新旧 | 得票数   | 得票率 | 惜敗率 | 推薦・支持 | 重複 |
| ---- | -------- | ---- | ---------- | ---- | -------- | ------ | ------ | ---------- | ---- |
| 当   | 木村義雄 | 48   | 自由民主党 | 前   | 98,531票 | 78.71% | ――     |            | ○    |
|      | 松村久   | 56   | 日本共産党 | 新   | 26,658票 | 21.29% | 27.06% |            |      |